# Khed (Ratnagiri)
Khed è una città dell'India di 13.812 abitanti, situata nel distretto di Ratnagiri, nello stato federato del Maharashtra. In base al numero di abitanti la città rientra nella classe IV (da 10.000 a 19.999 persone).

## Geografia fisica
La città è situata a 17° 43' 41 N e 73° 23' 53 E.

## Società

### Evoluzione demografica
Al censimento del 2001 la popolazione di Khed assommava a 13.812 persone, delle quali 6.802 maschi e 7.010 femmine. I bambini di età inferiore o uguale ai sei anni assommavano a 1.676, dei quali 873 maschi e 803 femmine. Infine, coloro che erano in grado di saper almeno leggere e scrivere erano 11.015, dei quali 5.647 maschi e 5.368 femmine.